# دوري الدرجة الأولى الروماني 1931–32
دوري الدرجة الأولى الروماني 1931–32 (بالرومانية: Divizia A 1931-1932)‏ هو الموسم 20 من دوري الدرجة الأولى الروماني. أقيم خلال الفترة 5 يونيو 1932 وحتى 10 يوليو 1932، وأشرف على تنظيمه اتحاد رومانيا لكرة القدم، وكان عدد الأندية المشاركة فيه 5، وفاز فيه فينوس بوخارست.